# Ivan Lizatović
Ivan Lizatović (ur. 22 listopada 1988) – chorwacki zapaśnik walczący w stylu klasycznym. Zajął ósme miejsce na mistrzostwach świata w 2019 roku.  
Brązowy medalista mistrzostw Europy w 2017. Trzeci na igrzyskach śródziemnomorskich w 2018 i piąty w 2022. Zajął 22. miejsce na igrzyskach europejskich w 2015 i dziewiąte w 2019. Dziesiąty na akademickich MŚ w 2010. Mistrz śródziemnomorski w 2011 i wicemistrz w 2014. Mistrz Chorwacji w latach 2008 - 2011.